# Daniel Goleman
Daniel Goleman (7 de março de 1946) é um jornalista científico dos Estados Unidos. Por doze anos, escreveu para o The New York Times, principalmente sobre avanços nos estudos do cérebro e das ciências comportamentais.
Escritor de renome internacional, psicólogo, jornalista da ciência e consultante incorporado. Ele é filho de um casal de professores universitários de Stockton, Califórnia, onde o seu pai ensinava literatura mundial no San Joaquin Delta College, enquanto sua mãe ensinava no departamento social, que é agora a University of the Pacific. Goleman recebeu o seu doutoramento em Harvard, onde também dava aulas.

## Obras
- Inteligência emocional (1995) (lançado em 1996 no Brasil pela Editora Objetiva)[2]
- Trabalhar com inteligência emocional (2000)
- Emoções que curam: conversas com o Dalai Lama sobre mente aberta, emoções e saúde (2000)
- Emoções destrutivas e como dominá-las: um diálogo com o Dalai Lama (2005)
- Inteligência social: a nova ciência das relações humanas (2006)
- Eco inteligência (2009)
- Foco: o motor oculto da excelência (2014)
- Uma Força para o Bem (2015)
- Vital lies, simple truth: the psychology of self deception
- A arte da meditação
- A mente meditativa